# Kłomnice (stacja kolejowa)
Kłomnice – stacja kolejowa w Kłomnicach, w województwie śląskim, w Polsce. Znajdują się tu 2 perony.

## Ruch pasażerski[1]
| Rok  | Wymiana pasażerska na dobę | Miejsce w Polsce |
| ---- | -------------------------- | ---------------- |
| 2017 | 150-199                    | bd.              |
| 2018 | 150-199                    | bd.              |
| 2019 | 200-299                    | 781.             |
| 2020 | 150-199                    | 695.             |
| 2021 | 200-299                    | 676.             |
| 2022 | 200-299                    | 731.             |
| 2023 | 300-499                    | 761.             |
| 2024 | 200-299                    | 883.             |

## Połączenia
- Częstochowa
- Koluszki
- Łódź Fabryczna
- Łódź Kaliska
- Piotrków Trybunalski
- Radomsko